# Gardien des Marches

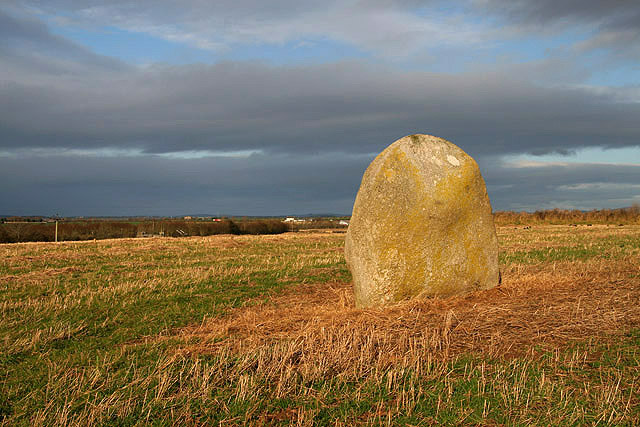
frontière naturelle

Le titre de gardien des Marches (Lord Warden of the Marches en anglais : lord-gardien des Marches en français) était une fonction officielle dans les gouvernements d'Angleterre et d'Écosse au Moyen Âge. Ses titulaires avaient la charge d'assurer la sécurité de la frontière entre les deux nations et prenaient souvent part aux campagnes militaires. Les marches des deux côtés de la frontière étaient traditionnellement divisées entre l'ouest, le milieu et l'est, chacune ayant son propre gardien — dans de rares cas, tels celui de la famille de Percy au XIVe siècle, une seule famille réunissait la garde de l'ensemble des marches.
Cette charge devint inutile après l'union des Couronnes d'Angleterre et d'Écosse sous le roi Jacques Ier en 1603 et fut donc supprimée.